# Ergebnisse der Kommunalwahlen in Landshut
In den folgenden Listen werden die Ergebnisse der Kommunalwahlen in Landshut aufgelistet. Es werden die Ergebnisse der Stadtratswahlen seit 1996 angegeben.
Es werden nur diejenigen Parteien und Wählergruppen aufgelistet, die bei wenigstens einer Wahl mindestens zwei Prozent der gültigen Stimmen erhalten haben. Bei mehrmaligem Überschreiten dieser Grenze werden auch Ergebnisse ab einem Prozent aufgeführt.

## Parteien
- AfD: Alternative für Deutschland
- BP: Bayernpartei
- CSU: Christlich-Soziale Union in Bayern
- FDP: Freie Demokratische Partei
- LINKE/mut: Zusammenschluss aus Mitgliedern der Parteien Die Linke und Mut
- Grüne: Bündnis 90/Die Grünen
- ÖDP: Ökologisch-Demokratische Partei
- REP: Die Republikaner
- SPD: Sozialdemokratische Partei Deutschlands

## Wählergruppen
- BB: Bürgerblock Landshut e.V.
- BFL: Bürger für Landshut e.V.
- FW: Freie Wähler Landshut e.V.
- JL: Junge Liste Landshut e.V.
- JW: Junge Wähler Stadt Landshut
- LM: Landshuter Mitte

## Abkürzungen
- unbek.: unbekannt
- Wbt.: Wahlbeteiligung

## Stadtratswahlen
Stimmenanteile der Parteien in Prozent
| Jahr | Wbt.   | Grüne | CSU   | FW    | SPD   | FDP  | AfD  | LM    | ÖDP  | JL   | LINKE/mut | JW   | BFL  | BP   | BB   | REP |
| ---- | ------ | ----- | ----- | ----- | ----- | ---- | ---- | ----- | ---- | ---- | --------- | ---- | ---- | ---- | ---- | --- |
| 1996 | unbek. | 11,9  | 45,4  | 13,2  | 18,7  | 2,1  | -    | -     | 3,7  | -    | -         | -    | -    | -    | 2,4  | 2,4 |
| 2002 | 52,5   | 11,7  | 50,4  | 10,6  | 18,6  | 2,9  | -    | -     | 3,4  | -    | -         | -    | -    | -    | 2,4  | -   |
| 2008 | 45,30  | 16,96 | 37,48 | 10,99 | 14,13 | 6,28 | -    | -     | 4,04 | -    | -         | -    | 7,44 | -    | 2,68 | -   |
| 2014 | 39,98  | 16,34 | 28,21 | 10,69 | 13,24 | 2,92 | -    | 11,98 | 4,54 | 4,68 | -         | -    | 4,79 | 2,61 | -    | -   |
| 2020 | 48,01  | 25,37 | 22,00 | 10,77 | 8,02  | 6,50 | 5,79 | 5,63  | 4,67 | 3,09 | 2,64      | 2,19 | 2,07 | 1,25 | -    | -   |

Sitzverteilung
Es ist zu beachten, dass neben den gewählten Stadträten auch der Oberbürgermeister dem Gremium "Stadtrat" angehört. Die in diesem Absatz als Gesamtzahl an Sitzen genannte Zahl berücksichtigt nur die Stadträte ohne Oberbürgermeister.
Die folgende Aufstellung gibt die Sitzverteilung an, die sich aus dem jeweiligen Wahlergebnis ergeben hat.
| Jahr | Gesamt | Grüne | CSU | FW | SPD | FDP | AfD | LM | ÖDP | JL | LINKE/mut | JW | BFL | BP | BB | REP |
| ---- | ------ | ----- | --- | -- | --- | --- | --- | -- | --- | -- | --------- | -- | --- | -- | -- | --- |
| 1996 | 441    | 5     | 21  | 6  | 8   | 1   | -   | -  | 1   | -  | -         | -  | -   | -  | 1  | 1   |
| 2002 | 441    | 5     | 23  | 4  | 9   | 1   | -   | -  | 1   | -  | -         | -  | -   | -  | 1  | -   |
| 2008 | 441    | 8     | 16  | 5  | 6   | 3   | -   | -  | 2   | -  | -         | -  | 3   | -  | 1  | -   |
| 2014 | 441    | 7     | 13  | 5  | 6   | 1   | -   | 5  | 2   | 2  | -         | -  | 2   | 1  | -  | -   |
| 2020 | 441    | 11    | 10  | 5  | 3   | 3   | 3   | 2  | 2   | 1  | 1         | 1  | 1   | 1  | -  | -   |